# USS Hilary P. Jones (DD-427)
USS Hilary P. Jones (DD-427) là một tàu khu trục thuộc lớp Benson của Hải quân Hoa Kỳ đã phục vụ trong suốt Chiến tranh Thế giới thứ hai; sau chiến tranh được chuyển cho Đài Loan như là chiếc ROCS Han Yang (DD-15), và hoạt động cho đến năm 1974. Nó là chiếc tàu chiến duy nhất của Hải quân Hoa Kỳ được đặt tên theo Đô đốc Hilary P. Jones (1863-1938), người từng tham gia cuộc Chiến tranh Tây Ban Nha-Hoa Kỳ và Chiến tranh Thế giới thứ nhất, và là Tổng tư lệnh Hạm đội Hoa Kỳ.

## Thiết kế và chế tạo
Hilary P. Jones được đặt lườn tại Xưởng hải quân Charleston vào ngày 16 tháng 5 năm 1938. Nó được hạ thủy vào ngày 14 tháng 12 năm 1939; được đỡ đầu bởi bà Hilary P. Jones, vợ góa Đô đốc Jones, và được cho nhập biên chế vào ngày 6 tháng 9 năm 1940 dưới quyền chỉ huy của Hạm trưởng, Thiếu tá Hải quân S. R. Clark.

## Lịch sử hoạt động

### Đại Tây Dương
Sau khi chạy thử máy tại khu vực giữa Đại Tây Dương và thực hàng ngoài khơi Newport, Rhode Island, Hilary P. Jones khởi hành vào ngày 11 tháng 12 năm 1940 để làm nhiệm vụ Tuần tra Trung lập tại vùng biển Caribe cho đến ngày 11 tháng 3 năm 1941 khi nó quay trở về Hampton Roads. Các hoạt động huấn luyện ngoài khơi New England được tiếp nối cho đến ngày 28 tháng 4, khi nó rời New York trong thành phần hộ tống một đoàn tàu vận tải. Nó đi đến Newfoundland, và trong những tháng căng thẳng trước khi Hoa Kỳ chính thức tham chiến do việc Đế quốc Nhật Bản bất ngờ tấn công Trân Châu Cảng vào ngày 7 tháng 12 năm 1941, chiếc tàu khu trục đã hộ tống các tàu hàng và tàu vận tải tại Bắc Đại Tây Dương. Trong một chuyến đi đến Iceland vào ngày 31 tháng 10, tàu khu trục Reuben James bị trúng ngư lôi và chìm, trở thành chiếc tàu chiến Hoa Kỳ đầu tiên bị mất trong chiến tranh; Hilary P. Jones đã vớt được người 11 sống sót trước khi đi đến Reykjavík vào ngày 3 tháng 11.
Hilary P. Jones tiếp tục nhiệm vụ hộ tống vận tải tại khu vực Bắc Đại Tây Dương đầy nguy hiểm sau khi Hoa Kỳ chính thức bước vào chiến tranh, chống trả các cuộc tấn công của tàu ngầm U-boat Đức để đưa binh lính và tiếp liệu sang các nước Đồng Minh. Nó được chuyển sang làm nhiệm vụ tại khu vực Địa Trung Hải vào tháng 1 năm 1944, nhờ sự sẵn có của các tàu hộ tống chuyên dùng frigate và corvette cho phép sử dụng các tàu khu trục lớn hơn vào các nhiệm vụ khác. Nó khởi hành cùng hải đội của nó vào ngày 16 tháng 1 năm 1944 để hộ tống tàu tuần dương hạng nhẹ Philadelphia ngoài khơi Anzio. Nó luân phiên các hoạt động ngoài khơi bãi đổ bộ Anzio bị tranh chấp quyết liệt với các chuyến hộ tống vận tải giữa Anzio và Naples cho đến ngày 20 tháng 3, thường xuyên đấu pháo tay đôi với các khẩu đội pháo đối phương ngoài khơi Anzio. Sau một lượt nghỉ ngơi ngắn, nó quay trở lại nhiệm vụ bắn pháo hỗ trợ tại Anzio trong tháng 4 và đầu tháng 5, thỉnh thoảng tham gia hoạt động hộ tống và tuần tra chống tàu ngầm. Nó đã cùng ba tàu hộ tống khác phát hiện và tấn công chiếc tàu ngầm U-boat U-516 ngoài khơi Algérie vào tháng 5 năm 1944, đánh chìm được nó sau một trận chiến kéo dài vào ngày 17 tháng 5.
Trong tháng 6 và tháng 7, Hilary P. Jones hoạt động như một tàu hộ tống vận tải tại Địa Trung Hải, đồng thời tham gia các cuộc huấn luyện nhằm chuẩn bị cho Chiến dịch Dragoon, cuộc đổ bộ lực lượng Đồng Minh lên miền Nam nước Pháp. Nó khởi hành từ Naples vào ngày 13 tháng 8 trong thành phần một đoàn tàu vận tải hỗn hợp bao gồm các tàu Anh và Pháp được tập trung cho cuộc tấn công, đến nơi ba ngày sau đó. Chiếc tàu khu trục không chỉ bắn pháo hỗ trợ trong quá trình tấn công mà còn đảm trách nhiệm vụ gây nhiễu điện tử ngăn chặn các cuộc tấn công với bom điều khiển vô tuyến của đối phương. Trong những tuần lễ tiếp theo, nó hoạt động dọc theo bờ biển hỗ trợ cho cuộc tiến quân của Lực lượng Đặc nhiệm Đổ bộ đường không 1, phá hủy cầu, vị trí pháo binh, đường sắt và tàu bè đối phương. Nó bị một xuồng phóng lôi E-boat Đức tấn công vào ngày 21 tháng 8, nhưng đã tiêu diệt đối phương bằng hỏa lực hải pháo. Hilary P. Jones được tặng thưởng danh hiệu Đơn vị Tưởng thưởng Hải quân do thành tích hoạt động trong giai đoạn này.
Được tách khỏi nhiệm vụ hỗ trợ ven biển vào ngày 1 tháng 10 năm 1944, Hilary P. Jones tiếp tục nhiệm vụ hộ tống tại Địa Trung Hải cho đến khi nó quay trở về New York vào ngày 12 tháng 1 năm 1945. Sau khi được đại tu và huấn luyện tại Casco Bay, Maine, nó lên đường cho chuyến hộ tống vận ải vượt đại dương cuối cùng từ ngày 26 tháng 2 đến ngày 9 tháng 4. Sau đó nó được điều động sang Hạm đội Thái Bình Dương, và đã khởi hành từ New York vào ngày 24 tháng 4, băng qua kênh đào Panama và đi đến Trân Châu Cảng.

### Thái Bình Dương
Hilary P. Jones hoạt động tại khu vực Trân Châu Cảng từ ngày 18 tháng 5 đến ngày 2 tháng 6, rồi lên đường đi đến căn cứ tiền phương tại Ulithi. Sau khi đến nơi vào ngày 13 tháng 6, nó tham gia lực lượng tàu nổi tuần tra tại khu vực quần đảo Caroline, thỉnh thoảng thực hiện những chuyến đi đến Okinawa. Có mặt tại Ulithi vào lúc Nhật Bản đầu hàng, nó lên đường vào ngày 18 tháng 8, đi đến Okinawa, vịnh Subic và rồi đến Tokyo. Trong thành phần hộ tống cho lực lượng chiếm đóng của Tập đoàn quân 8, nó tiến vào vịnh Tokyo vào ngày 2 tháng 9, đúng lúc buổi lễ ký kết văn kiện đầu hàng diễn ra trên thiết giáp hạm Missouri. Nó còn thực hiện hai chuyến đi cùng lực lượng chiếm đóng tại Nhật Bản trước khi lên đường quay trở về nhà vào ngày 5 tháng 11.

### Sau chiến tranh – Chuyển cho Đài Loan
Hilary P. Jones đi ngang qua Trân Châu Cảng và kênh đào Panama để đến Xưởng hải quân Charleston, rồi được cho xuất biên chế tại đây vào ngày 6 tháng 2 năm 1947. Nó nằm trong thành phần dự bị thuộc Đội Charleston, Hạm đội Dự bị Đại Tây Dương trước khi được trao cho Đài Loan mượn trong khuôn khổ Chương trình Viện trợ Quân sự vào ngày 26 tháng 2 năm 1954. Nó phục vụ cùng Hải quân Trung Hoa dân quốc như là chiếc ROCS Han Yang (DD-15) cho đến khi bị xóa đăng bạ vào ngày 1 tháng 11 năm 1974 và bị tháo dỡ.

## Phần thưởng
Hilary P. Jones được tặng thưởng danh hiệu Đơn vị Tưởng thưởng Hải quân cùng bốn Ngôi sao Chiến trận do thành tích phục vụ trong Thế Chiến II.